# Frank Siera

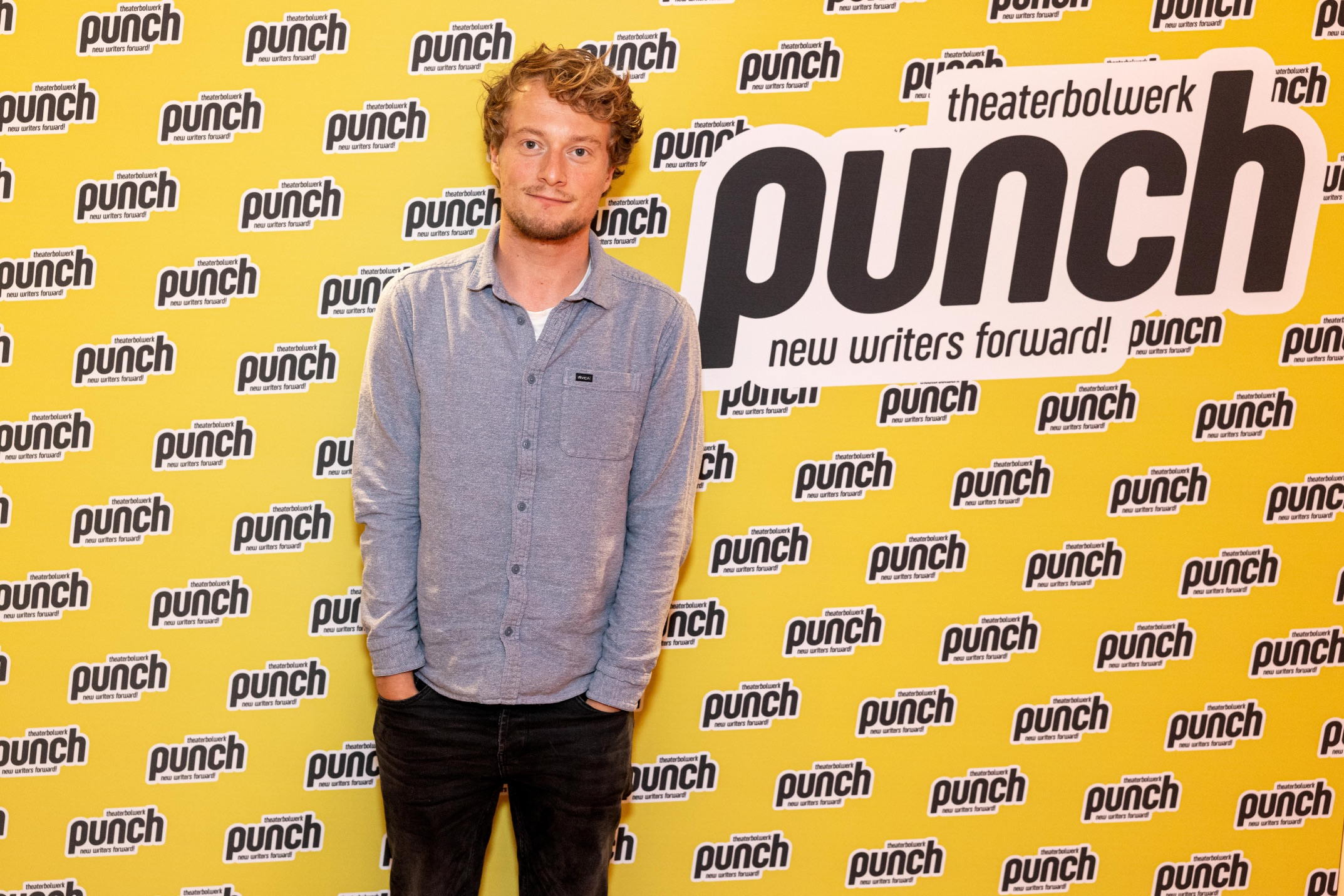

Frank Siera (Katwijk, 1989) is een Nederlandse toneelschrijver en -regisseur.
Hij studeerde in 2012 af van de Toneelacademie Maastricht met het zelfgeschreven SPRAAKWATER, dat in 2016 werd geselecteerd voor Theatertext NL, een Duitse promotietour. Sindsdien schreef hij o.a. voor de De Nationale Opera, Veenfabriek, Tryater, Ikarai, Bonte Hond en Stichting Nieuwe Helden. Ook schreef hij teksten voor musea bij Kossmanndejong. Veel van Siera's teksten zijn gepubliceerd bij De Nieuwe Toneelbibliotheek en zijn vaak gebaseerd op een waargebeurd verhaal. Siera schrijft veel voor muziektheater en werkt regelmatig samen met componisten, onder wie Willem Jeths, Meriç Artaç, Camiel Jansen, Oukje den Hollander, Mauro Casarini, Sebastiaan Bax en Marijn Korff de Gidts.
Hij is (mede)oprichter van het muziektheatercollectief KASSETT, waarmee hij filosofische muziektheatervoorstellingen maakt. Van twee voorstellingen is de muziek (waarvan de songteksten mede door Siera zijn geschreven) uitgebracht op online streaming platforms.
Zijn teksten werden vertaald naar het Duits, Frans, Portugees en Engels. In 2016 werd zijn tekst ONGERIJMD geselecteerd voor Verse Tekst, als meest opzienbarende nog onopgevoerde tekst. Deze tekst ging in september 2022 in première als eerste voorstelling van theaterbolwerk PUNCH. RITRATTO, de opera waarvan hij het libretto schreef, ontving o.a. 5 sterren van de BBC en werd genomineerd voor een Edison in 2021.
Zijn theaterteksten speelden op festivals in het binnen- en buitenland, zoals Oerol, Brainwash, Grachtenfestival, Over Het IJ Festival en Festival d'Avignon, in schouwburgen zoals ITA en de Meervaart in Amsterdam, vlakke vloer-theaterzalen zoals Theater Kikker in Utrecht en in concertzalen als het Bimhuis en de Melkweg in Amsterdam, de Doelen in Rotterdam en de Leidse Stadsgehoorzaal.
Siera regisseert vooral bij zijn eigen collectief KASSETT. Daarnaast regisseerde hij o.a. de voorstelling Baba van Willem Voogd bij Akkers en Velden / Kobra Theaterproducties. Hij was als regisseur ook werkzaam bij Theater Branoul en bij verschillende muziekensembles en theateropleidingen. 

### Toneel
- Spraakwater (2012)
- Stereo (2013)
- Skrik (2014)
- Zelfzucht (2015)
- Ongerijmd (2015)
- Slotstuk (2015)
- Klopjacht (2015)
- Strandt (2016)
- Dubio (2016)
- Hoofdrol (2017)
- Kraak (2018)
- Ode aan de twijfel (2019)
- Cynici (2020)
- Ballade van Bodie (2021)
- Poetic Licence (2022)
- Wanklank (2023)
- Sâlt (2023)
- SingCity (2023)

### Opera
- Vrouwenstemmen (2018)
- Ritratto (2020)

### Muziektekst
- Murakami (2020)
- Mars: (2021)
- Vergezicht (A Landscape That Is Us) (2022)

### Musea
- Roman Museum (Somerset, Engeland)